# Shitang (socken i Kina, Hunan)
Shitang (kinesiska: 石塘, 石塘乡) är en socken i Kina. Den ligger i provinsen Hunan, i den södra delen av landet, omkring 58 kilometer norr om provinshuvudstaden Changsha. Antalet invånare är 21374. Befolkningen består av 10 010 kvinnor och 11 364 män. Barn under 15 år utgör 16,0 %, vuxna 15-64 år 74 %, och äldre över 65 år 9,0 %.
Genomsnittlig årsnederbörd är 1 683 millimeter. Den regnigaste månaden är maj, med i genomsnitt 292 mm nederbörd, och den torraste är december, med 45 mm nederbörd.